# Александр (византийский император)
Александр (греч. Αλέξανδρος) (ок. 870—6 июня 913) — византийский император (с 11 мая 912), ранее — соправитель своего отца Василий I Македонянина и брата Льва VI. В некоторых позднейших исторических сочинениях и генеалогиях называется Александр III.

## Биография
Александр был коронован отцом в 879 году как соправитель. Упоминается в заголовке «Эпанагоги» и других юридических актов отца вместе с ним и братом. В 883 году Лев попал в опалу у отца, и Александр стал наследником, однако незадолго до смерти в 886 году Василий простил Льва. Во время царствования последнего (886—912) Александр считался императором (с царским титулом, в частности, он упоминается в русско-византийских договорах 907 и 911 годов), однако реальной власти не имел. Лев подозревал брата в интригах и заговорах на его жизнь.
Вступив на престол, Александр отстранил от власти лиц, поддерживавших незаконный четвёртый брак Льва, прежде всего саму вдову брата Зою Карбонопсину (её изгнали из дворца) и патриарха Евфимия I, вместо которого патриархом вновь стал Николай Мистик. Из мести люди Николая избили Евфимия, а Николай приказал удавить осла свергнутого патриарха, но помощники Николая отговорили от этого, и животное выкинули за ворота дворца, прикрепив к груди осла указ: всякий кто даст еду или воду животному, станет врагом императора и патриарха. При этом сын Льва и Зои, малолетний Константин VII Багрянородный, продолжал считаться императором-соправителем.
Со временем василевс стал сильнее увлекаться вещами, позорящими императорское звание. Он прогнал жену и сочетался браком с одной из своих любовниц, увлечение которыми было его главным занятием. Занимался поклонением Венеры. Он начал обращаться к магам, чтобы вернуть мужскую силу. Император под их влиянием, восхвалял изображения Зодиака, и тогда-то получил невидимый удар в самой кафисме ипподрома. У него пошла кровь из носа и половых органов, и через два дня, 6 июня 913 года, Александр скончался.
Сохранившиеся византийские источники написаны сторонниками Константина VII и Евфимия и поэтому резко тенденциозны по отношению к Александру. В них младший сын Василия I представлен как ленивый, развратный и вероломный государь, который якобы мечтал избавиться от маленького Константина (оскопить его). Таким образом, объективных данных о личности Александра практически нет.
Александр, вступивший на престол уже больным человеком, царствовал только год. За это время в Империю вторглись арабы халифа аль-Муктадира и болгары; царь болгар Симеон I присылал к императору послов, но, не получив традиционных подарков, объявил ему войну.
В 1958 году в константинопольском соборе святой Софии при реставрации под слоем штукатурки найден прижизненный мозаичный портрет Александра. Это открытие стало крупным событием в исследовании византийского искусства. Известны также изображения Александра на миниатюрах хроники Иоанна Скилицы.